# USA
USA, officielt Amerikas Forenede Stater (engelsk: United States of America), er en demokratisk forbundsrepublik, der består af 50 delstater, et føderalt distrikt (hovedstaden Washington D.C.) og 14 territorier. De 48 af delstaterne og Washington DC ligger som et samlet landområde i det centrale Nordamerika, afgrænset på hver side af henholdsvis Atlanterhavet og Stillehavet og grænsende til Canada mod nord og Mexico mod syd. Delstaten Alaska ligger i det nordvestlige hjørne af Nordamerika med Canada mod øst og Rusland mod vest på den anden side af Beringstrædet, og midt i Stillehavet ligger delstaten Hawaii.
Med mere end 9,8 millioner km² og en befolkning på mere end 336 millioner er USA det tredjestørste land og tredje folkerigeste land i verden. På grund af flere hundrede års immigration fra mange forskellige lande er USA et af de mest etnisk mangfoldige lande i verden. Med et bruttonationalprodukt på 23.300 mia. dollar har USA desuden verdens største økonomi.
USA opnåede uafhængighed af Storbritannien i 1776, i første omgang for 13 delstater på østkysten. I det 19. århundrede ekspanderende landet med blandt andet overtagelse af landområder fra Frankrig, Spanien, Storbritannien, Mexico og Rusland og annekterede Republikken Texas og Republikken Hawaii. Uenighed mellem sydstaterne domineret af landbrug og de industrialiserede nordstater over staternes magt i forhold til centralregeringen og over spørgsmålet om slaveri førte til Den Amerikanske borgerkrig i 1860'erne. Nordstaternes sejr sikrede, at landet forblev en samlet nation, og førte til afslutningen på slaveriet. Den spansk-amerikanske krig og 1. verdenskrig bekræftede USA's status som militærmagt. I 1945 ved 2. verdenskrigs afslutning blev USA verdens første land med atomvåben. USA blev permanent medlem af FN's sikkerhedsråd og var med til at grundlægge NATO. Efter Den kolde krigs afslutning blev USA verdens eneste supermagt.

## Etymologi
I 1507 skabte den tyske kartograf Martin Waldseemüller et verdenskort, hvor han gav landene på den vestlige halvkugle navnet "America", efter den italienske opdagelsesrejsende og kartograf Amerigo Vespucci (latin: Americus Vespucius). Det første vidnesbyrd på skrift om navnet "Amerikas Forenede Stater" (engelsk: United States of America) er fra et brev dateret 2. januar, 1776, skrevet af Stephen Moylan, George Washingtons adjudant og Muster-Master General i den kontinentale hær (officer der står for mønstring af soldater). Brevet, hvori Moylan udtrykte sit ønske om at rejse med "myndighed fra Amerikas Forenede Stater" til Spanien for at søge hjælp til revolutionen, henvendte sig til oberstløjtnant Joseph Reed.
Den tidligste kendte offentliggørelse af udtrykket "Amerikas Forenede stater" er i et anonymt essay i avisen The Virginia Gazette i Williamsburg, Virginia den 6. april 1776. Det andet udkast af Konføderationsartiklerne fra 17. juni 1776, udarbejdet af John Dickinson, erklærede "Navnet på denne konføderation skal være 'Amerikas Forenede Stater.'" Den endelige version af artiklerne, der blev sendt til ratificering af staterne i 1777, indeholder sætningen "The Stile of this Confederacy shall be 'The United States of America'". Thomas Jeffersen skrev i juni 1776 udtrykket "AMERIKAS FORENEDE STATER" udelukkende med store bogstaver i overskriften på hans "oprindelige rå udkast" til Uafhængighedserklæringen Dette udkast til dokumentet var ukendt indtil 21. juni 1776, og det er uklart om det er skrevet før eller efter Dickinson brugte begrebet i sit udkast af Konføderationsartiklerne fra  17. juni.  Forfatningens præambel erklærer at den "...fastsætter denne forfatning for Amerikas Forenede Stater."
Den korte udgave "United States" ("Forenede Stater") er også standard. Andre almindelige udgaver er "U.S.", "USA" og "America". I hverdagssprog bruges også "U.S. of A." og internationalt "the States" (dansk "Staterne"). "Columbia" var et populært navn i poesi og sange fra sent i det 18. århundrede, opkaldt efter Christopher Columbus; det forekommer i navnet "District of Columbia".

## Historie

### Oprindelige amerikanere; første europæiske besøg
Før den europæiske kolonisering af Amerika, som begyndte i slutningen af det 15. århundrede, var det nuværende USA beboet af flere indfødte stammer. De første beboere i Nordamerika migrerede fra Sibirien ved hjælp af Bering-landbroen og ankom i Amerika for mindst 15.000 år siden, skønt stadig større bevismateriale tyder på en endnu tidligere ankomst. Nogle, såsom den præcolumbianske Mississippikultur udviklede avanceret landbrug, storslået arkitektur og samfund med en stat. De første europære der ankom i det moderne USA's territorium var spanske conquistadorer såsom Juan Ponce de León, som ved sit første besøg ankom i Florida i 1513.
På Hawaii-øerne, ankom de tidligste indfødte beboere fra Polynesien omkring 1 AD fra Polynesien. Europæerne ankom, under ledelse af den Britiske opdagelsesrejsende Captain James Cook, på Hawaii-øerne i 1778.

### Den europæiske kolonisering
Den første bekræftede europæiske landgang i det, der i dag er USA, blev foretaget af Christoffer Columbus, som besøgte Puerto Rico den 19. november 1493 under sin anden sørejse. San Juan, den første europæiske koloni i det nuværende USA, blev grundlagt den 8. august 1508 af Juan Ponce de León. Ponce de León blev også den første bekræftede europæer, som ankom til USA's fastland, da han gik i land i Florida den 2. april 1513. I Florida blev mange af de tidligste europæiske kolonier på USA's fastland grundlagt; det var Pensacola, Florida (grundlagt af Tristán de Luna y Arellano i 1559), Fort Caroline (af René Goulaine de Laudonnière i 1564) og St. Augustine (af Pedro Menéndez de Avilés i 1565).
Franskmændene koloniserede nogle af de nordøstlige dele, og spanierne koloniserede det meste af det sydlige og vestlige USA. Den første vellykkede engelske bosættelse var Jamestown, Virginia i 1607, fulgt af pilgrimmenes bosættelser i Plymouth i 1620, derefter Massachusetts Bay-kolonien, grundlagt af puritanerne. I 1609 og 1617 slog hollænderne sig ned og grundlagde New Amsterdam i dele af det, som senere blev New York og New Jersey. I 1638 grundlagde svenskerne Ny Sverige i dele af det, som siden blev Delaware, New Jersey og Pennsylvania. Op gennem det 17. og tidlige 18. århundrede, etablerede England (og senere Storbritannien) nye kolonier, overtog hollandske kolonier og delte andre. Med delingen af Carolina i to i 1729 og koloniseringen af Georgia i 1732 var der tretten britiske kolonier i Nordamerika – bortset fra det nuværende Canada og de loyale øst- og vestlige Florida.

### Den amerikanske revolution og starten på republikken
Uenigheder mellem de engelske kolonier i Nordamerika og englænderne i 1760'erne og 1770'erne førte til en åben militærkonflikt i 1775. George Washington kommanderede den kontinentale armé under USA's uafhængighedskrig (1775–1783) efter at den anden kontinentale kongres vedtog en uafhængighedserklæring 4. juli 1776. Kongressen var blevet dannet for at kunne konfrontere briternes handlinger og oprettede den kontinentale armé, men den havde ikke autoriteten til at opkræve skatter eller lave føderative  love. I 1777 vedtog kongressen konføderationsartiklerne, som forenede delstaterne under en svag føderal regering, som opererede fra 1781 til 1788. Utilfredshed med den nationale regerings styrke førte til en forfatningsmæssig konvention i 1787. I juni 1788 havde tilstrækkeligt med delstater ratificeret USA's forfatning til at kunne etablere en ny regering, som blev indsat i 1789. Forfatningen, som styrkede unionen og den føderale regering, er siden forblevet landets grundlov.

### Vestlig udvidelse
Fra 1803 til 1848 blev den nye nations størrelse næsten tredoblet, dels fordi nybyggere bosatte sig stadig længere inde på kontinentet, og fordi USA købte et stort område land fra Frankrig – det såkaldte Louisiana Purchase. Udvidelsen blev delvist nedtonet af dødvandet i den britisk-amerikanske krig i 1812, men blussede efterfølgende op igen med sejren i den mexicansk-amerikanske krig i 1848.
I perioden 1830-1880 blev op mod 40 millioner vilde bisoner slagtet for at få deres skind og kød og for at gøre udvidelsen af jernbanerne lettere. Udvidelsen af jernbanenettet reducerede transporttiden for både varer og mennesker, gjorde udvidelsen vestpå mindre besværlig for nybyggerne og øgede antallet af konflikter med indianerne om landet og benyttelsen af det. Tabet af bisonerne, som var en central ressource for indianerne, lagde også stort pres på de indfødte kulturer for at finde nye måder at overleve på.

### Amerikanske borgerkrig
Efterhånden som nye territorier blev indlemmet, delte nationen sig på spørgsmålene om statens rettigheder, den føderale regerings rolle og – i 1820'erne – udbredelsen af slaveriet, som havde været lovligt i alle 13 kolonier, men var sjældnere nordpå, hvor det var blevet ulovligt i 1804. De nordlige delstater var imod slaveriet, hvorimod de sydlige delstater anså modstanden for et angreb på deres levevis, da deres økonomi var afhængig af slavearbejde. Da det mislykkedes at løse disse problemer, og efter at Abraham Lincoln blev valgt til præsident i 1860, udtrådte flere af de sydlige delstater af Unionen for i stedet at danne Amerikas Konfødererede Stater. Det blev begyndelsen på den amerikanske borgerkrig. Unionens sejr i borgerkrigen i 1865 satte en stopper for slaveriet og afgjorde samtidig spørgsmålet, om en delstat havde ret til at udtræde af unionen. Begivenheden var et centralt omdrejningspunkt i amerikansk historie og resulterede i en styrkelse af den føderale magt.

### Genopbygning og industrialisering
Efter borgerkrigen blev tilstrømning af immigranter til især USA's nordstater større end nogensinde, hvilket fremskyndede industrialiseringen. Sammen med høj toldbeskyttelse, opbyggelse af den nationale infrastruktur og nationale reguleringer af bankvæsenet var det med til at skabe grundlaget for landets udvikling til en stormagt. Landets voksende magt gjorde det i stand til at overtage nye territorier, deriblandt anneksionen af Puerto Rico og Filippinerne efter sejren i den spansk-amerikanske krig, som markerede USA's debut som stormagt.

### Den Progressive Periode
Den progressive periode (eng.: "The Progressive Era") er en betegnelse for en periode amerikansk historie fra 1890'erne til 1920'erne, der var præget af udbredt social aktivisme og forsøg på at skabe politiske reformer. Perioden var bl.a. præget af, at industrialiseringens konsekvenser blev mere synlige, og at der faktisk skete reformer i det politiske system, hvilket gjorde, at staten begyndte at være en mere aktiv aktør over for datidens laissez-faire kapitalisme, der for en del af datidens amerikanere havde udviklet sig i en uhensigtsmæssig retning. Ved at staten dermed begyndte at sætte rammerne for markedet, ændredes regeringens rolle i samfundet, og det kan siges, at perioden således var dér, hvor den moderne stat blev grundlagt i en amerikansk sammenhæng. Dette skete samtidigt med, at USA trådte frem som verdens førende industristat.

### Verdenskrigene og Den Store Depression
Ved begyndelsen af 1. verdenskrig i 1914, valgte USA at være neutral. I 1917 gik landet dog med i ententemagterne og hjalp med at vinde over centralmagterne. Af historiske årsager sympatiserede amerikanerne generelt med Storbritannien og Frankrig, selvom en betragtelig del af befolkningen, hovedsageligt dem af irsk og tysk oprindelse, modsatte sig indblanding. Efter krigen ratificerede Senatet ikke Versaillestraktaten, fordi man frygtede at det ville trække USA længere ind i europæiske anliggender. I stedet forsøgte landet at være unilateralt, grænsende til isolationistisk.
Op igennem 1920'erne havde USA en periode med ubalanceret fremgang, hvor landbrugets indtjening faldt, mens overskuddet fra industrien voksede. En stigning i gældsætningen og et opskruet aktiemarked kulminerede i et børskrak i 1929, hvilket blev startskuddet på depressionen. Efter at være blevet valgt til præsident i 1932, indledte Franklin Delano Roosevelt sin "New Deal-plan", som øgede regeringens indblanding i økonomien, som middel til bekæmpelse af depressionen.
Nationen var ikke fuldt kommet over denne før 1941, da USA under 2. verdenskrig blev tvunget ind på de Allieredes side mod aksemagterne efter Japans overraskelsesangreb på Pearl Harbor. 2. verdenskrig var den økonomisk set dyreste krig i USA's historie, men den hjalp til at trække økonomien ud af depressionen, fordi den nødvendige produktion af militært materiel skaffede de eftertragtede job, og kvinder blev for første gang en stor del af arbejdsmarkedet. I løbet af denne krig lykkedes det forskere, som arbejdede for USA's regering, at producere atomvåben. Hen mod slutningen af 2. verdenskrig, efter afslutningen af 2. verdenskrig i Europa, kastede amerikanske fly atombomberne over Hiroshima og Nagasaki i Japan. Hiroshima og Nagasaki-bomberne var det henholdsvis andet og tredje atomvåben detoneret, og de eneste to som nogensinde har været brugt som våben.
Japan kapitulerede 2. september 1945, hvilket var enden på 2. verdenskrig.
De eneste europæiske lande, USA formelt erklærede krig, var Ungarn, Bulgarien og Rumænien. Tyskland kom USA i forkøbet, da Hitler 11. december 1941 erklærede USA krig.

### Den kolde krig og borgerrettigheder
Efter 2. verdenskrig blev USA og Sovjetunionen supermagter i en periode med ideologisk kappestrid, der blev kendt som den kolde krig. USA forsøgte at udbrede liberalt demokrati og kapitalisme, mens Sovjetunionen omvendt forsøgte at udbrede kommunisme og en centralt styret planøkonomi. Resultaterne blev en række "stedfortræderkrige", deriblandt Koreakrigen, Vietnamkrigen, den nervepirrende Cubakrise og den afghansk-sovjetiske krig. 
Opfattelsen af, at USA var tæt på at tabe rumkapløbet, fik regeringen til at lægge vægt på at elever skulle være dygtige i matematik og videnskab i skolerne og førte til præsident John F. Kennedys tale om at landsætte "en mand på månen" før udgangen af 1960'erne, som blev til virkelighed i 1969.
Imens oplevede det amerikanske samfund en årrække med konstant økonomisk udvikling. På samme tid blev diskrimination i USA, specielt i Syden, gradvis mindre, ikke mindst takket være en voksende borgerrettighedsbevægelse, anført af fremstående afroamerikanere som Martin Luther King Jr., som førte til afskaffelsen af Jim Crow-lovene i Syden.
Efter Sovjetunionens fald i 1991 fortsatte USA med at gribe ind i igangværende eller truende konflikter rundt om i verden, deriblandt Golfkrigen. De gjorde det alene, i samarbejde med FN eller NATO, eller i ad-hoc-koalitioner med andre nationer.

### 11. september 2001 og krigen mod terror
11. september 2001 kaprede 19 Al-Qaida medlemmer fire kommercielle fly. To blev fløjet ind i World Trade Centers tårne, mens et tredje styrtede ned i Pentagon-bygningen. Det fjerde fly styrtede ned i Shanksville, Pennsylvania, efter at passagerer om bord på flyet gjorde oprør. Efter terrorangrebet på WTC begyndte USA's udenrigspolitik øjeblikkeligt at fokusere på truslen fra global terrorisme. Som et svar, begyndte USA's regering under præsident George W. Bush en række militære og juridiske operationer, som blev døbt krigen mod terrorisme. Krigen mod terror begyndte 7. oktober 2001, da en USA-ledet koalition påbegyndte militære operationer i Afghanistan som førte til, at Taliban-regimet blev afsat i et forsøg på at ramme terroristgruppen Al-Qaida og dens leder Osama bin Laden. Begivenhederne 11. september førte til Bush-doktrinen, der blev erklæret på West Point 1. juni 2002, og som åbner mulighed for såkaldte preemptive wars; doktrinen er internationalt stærkt omdiskuteret. 
I State of the Union Address afholdt i 2002, beskrev George W. Bush Nordkorea, Irak og Iran som "ondskabens akse," og bekendtgjorde, at disse lande "udgør en alvorlig trussel mod USA's og dets allieredes sikkerhed." Senere samme år begyndte Bush-regeringen at presse på for at få væltet styret i Irak. Efter mange forgæves FN-resolutioner og efter Saddam Hussein konsekvent nægtede at bøje sig, invaderede USA og dets allierede Irak i marts 2003. Bush-regeringen forsvarede invasionen med, at Irak havde lagre med masseødelæggelsesvåben, og prøvede at skaffe sig atomvåben. Efter invasionen blev der kun fundet et begrænset antal ikke-nukleare lagre, og Bush-regeringen indrømmede senere at have handlet på grundlag af fejlagtige efterretninger. 

### Barack Obama, finanskrise og Donald Trump
Regeringspolitik, der havde til formål at fremme billige boliger, udbredt fejlhåndtering ved føderal regulering og virksomhedsledelse, og historisk lave rentesatser af den amerikanske centralbank førte i midten af 2000'erne til en boligboble, der kulminerede i en finanskrise i 2008, hvilket var landets største økonomiske nedgang siden depressionen. Barack Obama, den første afroamerikanske og multietniske præsident, blev valgt i 2008, da krisen var på sit højeste, og vedtog efterfølgende American Reinvestment and Recovery Act og Dodd-Frank Wall Street Reform and Consumer Protection Act i et forsøg på at lindre krisens negative effekter. Selvom stimuluspakken forbedrede infrastruktur og arbejdsløshed, ramte Dodd-Frank forretningsinvesteringer og små banker negativt.
I 2010 vedtog Obama-administrationen Affordable Care Act, ofte omtalt som "Obamacare", som indførte de mest omfattende reformer af nationens sundhedssystem i næsten fem årtier, heriblandt mandater og subsidier. Loven betød en betydelig reduktion i antallet og procentandelen af befolkningen uden sundhedsforsikring, og pr. 2016 var 24 millioner mennesker dækket, omend loven fortsat er kontroversiel på grund af dens indvirkning på sundhedsomkostninger, forsikringspræmier og økonomisk præstation. Selvom recessionen nåede sit højeste i juni 2009 forblev mange vælgere frustrerede over den lange økonomiske helingsproces. Republikanerne, der stod i opposition til Obamas politik, vandt flertal i Repræsentanternes Hus ved en jordskredssejr i 2010, og vandt efterfølgende også senatet i 2014, hvilket alvorligt hæmmede Obama-administrationens evne til at vedtage lovforslag.
Efter en kontroversiel valgkampagne besejrede den amerikanske forretningsmagnat og republikanske præsidentkandidat, Donald Trump, sin demokratiske modstander, tidligere førstedame og udenrigsminister Hillary Clinton ved præsidentvalget i 2016, og Trump blev dermed den første amerikanske præsident uden hverken politisk eller militær erfaring.

## Geografi, klima og miljø

### Geografi
USA's fastland ligger mellem det nordlige Atlanterhav i øst, det nordlige Stillehav i vest, Mexico og den mexicanske Golf i syd og Canada i nord. Landområdet af fastlandet af USA er på 7.663.940,6 km2, og Alaska, der er separeret fra den sammenhængende del, er den største delstat med sine 1.717.856,2 km2. Hawaii, der omfatter et øhav i den centrale del af Stillehavet og ligger sydvest for Nordamerika, har et landområde på 28.311 km2. De befolkede territorier, Puerto Rico, Amerikansk Samoa, Guam, Nordmarianerne og U.S. Virgin Islands dækker tilsammen et landområde på 23.789 km2.
USA er verdens tredje eller fjerde største land ved totalt areal, målt med land- og vandområde, og rangerer sig dermed bag Rusland og Canada og lige over eller under Kina. Rækkefølgen varierer afhængig af, hvordan to territorier krævet af Kina og Indien er opgjort, og hvordan USA's samlede areal er målt: Opgørelserne varierer fra 9.522.055 km2 og 9.629.091,5 km2 til 9.833.516,6 km2 og 9.857.306 km2. USA er det tredje største land bag Rusland og Kina og lige foran Canada, hvis man kun opgør landområdet.

### Geologi
Kystsletten ved Atlanterhavet afløses ved indlandet af Piedmont, et plateua med bølgende bakker og skove med løvfældende træer. Bjergkæden Appalacherne deler kystområdet fra de Store Søer og Midtvestens græsstepper. Mississippi–Missourifloden, der er verdens fjerde længste flodsystem, løber hovedsageligt gennem midten af landet. Den flade og frodige prærie ved Great Plains strækker sig til vest, afbrudt af et højlandsområde i sydøst.
Rocky Mountains ved den vestlige yderkant af Great Plains, strækker fra nord til syd på tværs af landet og tårner sig i Colorado højere end 4.300 meter. Længere til vest er det stenede Great Basin, hvor ørkener såsom Chihuahua and Mojave ligger. Bjergkæderne Sierra Nevada og Cascades placerer sig tæt på USA's vestkyst, og de tårner sig højere op end 4.300 meter. De højeste og laveste punkter i den sammenhængende del af USA er begge i staten Californien, og de er kun omkring 135 km fra hinanden. Mount Whitney er det højeste med 4421 m, og Death Valley det laveste med -86 m. Alaskas Denali (Mount McKinley) er med en højde på 6.190,5 m det højeste punkt i Nordamerika. Aktive vulkaner er almindelige hele vejen igennem Alaskas Alexanderarkipelaget og Aleuterne, og Hawaii består af vulkanøer. Supervulkanen der ligger under Yellowstone National Park, i Rocky Mountains er kontinentets største vulkan.

### Klima
Grundet dets størrelse og geografiske mangfoldighed omfatter USA de fleste klimabælter, Til øst ved den 100. vestlige længdekreds, spænder klimaet fra fugtigt kontinentalklima i nord til fugtigt subtropisk klima i syd. Great Plains til vest for 100. vestlige længdekreds er halvtørre. Mange af bjergene i vest har alpint klima. Klimaet er tørt i Great Basin, ørkenen i sydvest, ligesom ved Middelhavet i det kystnære Californien, og der er kystklima i det kystnære Oregon, Washington og det sydlige Alaska. Klimaet i det meste af Alaska er subarktisk eller polart. Hawaii og den sydlige spids af Florida er tropisk, såvel som de befolkede territorier i Caribien og Stillehavet. Ekstremt vejr er ikke ualmindeligt, og de stater, der grænser op til den Mexicanske Golf, udsættes ofte for orkaner, og de fleste tornadoer forekommer inden for landets grænser, hovedsageligt i Tornado Alley, der ligger i Midtvesten og i syd. Det overvejende tempererede klima, hvor de opdyrkede arealer sjældent bliver ramt af alvorlig tørke eller oversvømmelser, gør dog USA til et førende landbrugsland.

### Plante- og dyreliv
USA's plante- og dyreliv er megadiverst, med over 17,000 arter af karplanter i det sammenhænge USA og Alaska, og over 1800 blomstrende planter findes i Hawaii, hvoraf få findes på fastlandet. USA er hjemsted for over 428 pattydyrsarter, 784 fuglearter, 295 reptilarter og 295 amfibiearter. Omkring 91.000 insektarter er blevet beskrevet. Den hvidhovede havørn er både USA's nationalfugl og nationaldyr. Med sit miljø som strækker sig fra det tropiske til det arktiske, er USA's flora den mest forskelligartede i hele verden.
USA har været meget aktiv i diverse fredningsprocesser; i 1872 blev verdens første nationalpark oprettet i Yellowstone. Siden er der blevet udpeget 57 yderligere nationalparker og hundredvis af føderal forvaltede parker, skove og områder med vild natur. Staten ejer tilsammen omkring 28% af landets areal, hvoraf det meste af dette er naturfredet, og dog er noget lejet til olie- og gasboringer, minedrift, skovbrug, kvægdrift og .86% bruges til militære formål.
Miljøproblemer har været på den nationale dagsorden siden 1970. Miljømæssige kontroverser omfatter debatter om olie og atomkraft, håndtering af luft- og vandforurening, de økonomiske omkostninger ved at beskytte vildt plante- og dyreliv, skovning og skovrydning og internationale reaktioner på den globale opvarmning. Mange føderale og statslige organer er involveret. Den mest fremtrædende er Environmental Protection Agency (EPA), skabt af et præsidentielt dekret i 1970. Ideen om vild natur har formet forvaltningen af offentligt land siden 1964, hvor Wilderness Act blev vedtaget. Endangered Species Act fra 1973 har til formål at beskytte truede arter og deres habitater, som overvåges af United States Fish and Wildlife Service.

## Delstater
USA har en masse stater. Hvoraf de er kommet i rækkefølge. USA's første delstat var Delaware da staten blev erklæret som stat 7. december 1787. Hawaii blev officielt erklæret delstat 21. august 1959 som den sidste. USA's flag har ændret sig utroligt meget igennem tiden pga. flere delstater er blevet erklæret delstater som betyder at endnu en stjerne skulle tilføjes på flaget. Siden 4. juli 1960 har flaget ikke ændret sig, da det er det nuværende flag.

Liste over hvor alle amerikas stater er inkluderet i alfabetisk rækkefølge (eksklusivt DC):
1. Alabama
2. Alaska
3. Arizona
4. Arkansas
5. California
6. Colorado
7. Connecticut
8. Delaware
9. Florida
10. Georgia
11. Hawaii
12. Idaho
13. Illinois
14. Indiana
15. Iowa
16. Kansas
17. Kentucky
18. Louisiana
19. Maine
20. Maryland
21. Massachusetts
22. Michigan
23. Minnesota
24. Mississippi
25. Missouri
26. Montana
27. Nebraska
28. Nevada
29. New Hampshire
30. New Jersey
31. New Mexico
32. New York
33. North Carolina
34. North Dakota
35. Ohio
36. Oklahoma
37. Oregon
38. Pennsylvania
39. Rhode Island
40. South Carolina
41. South Dakota
42. Tennessee
43. Texas
44. Utah
45. Vermont
46. Virginia
47. Washington
48. West Virginia
49. Wisconsin
50. Wyoming

Ekskludere DC, da det ikke er en stat, men et distrikt.

## Regering og politik
USA er blandt nutidens lande den længst eksisterende konstitutionelle republik og med verdens ældste, fuldt nedskrevne forfatning. Landets styreform er et repræsentativt demokrati gennem et kongresmæssigt system under en række bemyndigelser, som er specificerede i forfatningen. Der er tre regeringsniveauer: et føderalt, et delstatsligt og et lokalt. Embedsmænd på alle tre niveauer bliver enten valgt af stemmeberettigede gennem hemmelige stemmeafgivelser eller udpeges af andre valgte embedsmænd. Den udøvende og den lovgivende magt vælges af et flertal af borgerne i deres respektive distrikter, mens de retslige og kabinetmæssige  nomineres af den udøvende magt og godkendes af den lovgivende. I nogle stater vælges folk til retslige poster via frivalg og ikke via udnævnelse fra andre embedsmænd.
Den føderale statsmagt består af tre tjenestegrene, som er designet til at afbalancere hinandens magt:
- Lovgivende: USA's Kongres, består af Senatet og Repræsentanternes Hus, som vedtager de føderale love, erklærer krig, godkender traktater og har bemyndigelse til at føre en rigsretssag.
- Udøvende: Præsidenten, som, med Senatets godkendelse, udpeger Kabinettet og andre embeder, som administrerer og håndhæver de føderale love, kan nedlægge veto mod lovforslag, og er øverstkommanderende for militæret.
- Dømmende: USA's højesteret og de mindre føderale domstole, hvis dommere udpeges af præsidenten og godkendes af Senatet, som fortolker love og deres gyldighed under forfatningen, og som kan annullere love, de finder forfatningsstridige.

Kongressen har to kamre. Repræsentanternes Hus har 435 medlemmer, som hver repræsenterer en valgkreds i en toårig periode. Pladserne fordeles blandt delstaterne efter befolkningstal hvert 10. år. Hver stat er garanteret mindst én repræsentant: syv stater har kun den ene, mens Californien, den folkerigeste delstat, har 53. Hver stat har to senatorer, som vælges  for en seksårig periode; der bliver stemt om en tredjedel af pladserne i Senatet hvert andet år.
USA's forfatning er det øverste juridiske dokument i det amerikanske system og fungerer som en social kontrakt mellem USA's befolkning og dens regering. Alle love og procedurer, både statslige og føderale, gennemses, og enhver lov som vurderes at overtræde forfatningen forkastes af den dømmende magt. Forfatningen er et "levende" dokument, da den kan ændres på forskellige måder, som alle kræver et overvældende flertal af delstater. Forfatningen er blevet ændret 27 gange, sidste gang var i 1992.
Forfatningen indeholder en forpligtelse til at "bevare friheden" med en "Bill of Rights" og andre ændringer, som garanterer ytringsfrihed, religionsfrihed og trykkefrihed; retten til en fair retssag; retten til at bære våben; stemmeret til alle; og privat ejendomsret. Det kan dog diskuteres, i hvor stor udstrækning disse rettigheder er bevaret i praksis. Forfatningen garanterer også hver delstat "et republikansk styre". Det forklares dog ikke særlig godt, hvad det betyder.
Siden den 20. januar 2021 har præsidenten været Joe Biden. 

### Administrative opdelinger
De 48 delstater, som grænser op til hinanden – alle bortset fra Alaska og Hawaii – kaldes også det kontinentale USA. Nogle betragter Alaska som en af de kontinentale delstater, fordi den er en del af det nordamerikanske fastland, selvom den er adskilt fra de andre delstater af Canada. Alle disse begreber indbefatter oftest District of Columbia. Hawaii, den sidste af de 50 delstater, er et arkipelag i Stillehavet. De 50 delstater og District of Columbia er inddelt i 3.144 amtskommuner (2022) eller tilsvarende, af hvilke cirka 1.300 (41%) og 1.531 (48,7 %) har under 20.000 hhv. 25.000 indbyggere (1. juli 2022). 
USA omfatter også flere andre territorier og distrikter, deriblandt det føderale distrikt District of Columbia – som omfatter nationens hovedstad, Washington – og flere isolerede områder rundt om i verden. Bedst kendte er amerikansk Samoa, Guam, Nordmarianerne, Puerto Rico og de Amerikanske Jomfruøer (tidligere Dansk Vestindien). Palmyra Atoll er USA's eneste inkorporerede territorium, men det er ubeboet. United States Minor Outlying Islands består af ubeboede øer og atoller i Stillehavet og det Caribiske Hav. Derudover har USA's flåde siden 1898 haft en stor flådebase ved Guantánamo Bay på Cuba. Endvidere er USA repræsenteret på Antarktis.
Udover USA's egentlige delstater og territorier, er der også nationer som er særligt knyttet til USA. Mikronesien og Marshalløerne (begge siden 1986), og Palau (siden 1994), er alle tilknyttede USA under den såkaldte Compact of Free Association , som giver staterne international suverænitet og ultimativ kontrol over deres territorier. Staternes regeringer er dog gået med til at tillade USA at yde militær og økonomisk bistand.

### Partier og valg
USAs politiske system har været et topartisystem i det meste af dets historie. For valgte embeder på de fleste niveauer, bestemmes de større partiers nominerede til det efterfølgende parlamentsvalg igennem primærvalg som bliver administreret i delstater. Siden valget til kongressen i 1856 har de største partier været det Demokratiske parti, grundlagt i 1824, og det Republikanske Parti, grundlagt i 1854. Siden den Amerikanske Borgerkrig har kun en tredje partipræsidentkandidat, den tidligere præsident Theodore Roosevelt, der stillede op som en kandidat det Progressive Parti i 1912 vundet så meget som 20% af "popular vote". Præsidenten og vicepræsidenten bliver valgt igennem Valgmandskollegiet.
Indenfor amerikansk politisk kultur betragtes det centrum-højre orienterede Republikanske Parti som "konservativt" og det centrum-venstre orienterede Demokratiske parti som "liberalt", se moderne liberalisme. Blå repræsenterer det Demokratiske partis farve og rød farve det Republikanske parti. Delstaterne i nordøst og vestkysten og nogle af delstaterne ved de Store søer, kendt som de "blå (del)stater" er relativt "liberale". De "røde (del)stater" i syden og dele af Great Plains og Rocky Mountains er relativt konservative.
Demokraten  Joe Biden, som vandt præsidentvalget i 2020, er på nuværende tidspunkt USA's præsident. Det nuværende ledelse i Senatet omfatter den Demokratiske vicepræsident Kamala Harris , den demokratiske President Pro Tempore (Pro Tem) Patrick Leahy, majoritetsleder Mitch McConnell og minoritetsleder Chuck Schumer. Ledelsen i Repræsentaternes Hus omfatter Formanden for Repræsentanternes Hus (Speaker of the House) Nancy Pelosi, majoritetsleder Steny Hoyer og minoritetsleder Kevin McCharthy.

### Udenrigsforhold og militær
USA har en enorm global økonomisk, politisk og militær indflydelse, som gør landets udenrigspolitik genstand for stor bevågenhed og diskussion over hele verden. Næsten alle lande har ambassader i Washington, D.C., og konsulater rundt omkring i landet. Iran, Nordkorea og Sudan har dog ingen formelle diplomatiske forbindelser til USA. USA var en af grundlæggerne af de Forenede Nationer (og er permanent medlem af Sikkerhedsrådet), blandt mange andre internationale organisationer.
USA har en lang tradition med at have civil kontrol over militære anliggender. Forsvarsministeriet administrerer USA's væbnede styrker, som består af hæren, flåden, marinekorpset og flyvevåbnet. Kystvagten hører under Ministeriet for Indre Sikkerhed i fredstid, men under Marineministeriet når der er krig.
USA's militær består af 1,4 millioner mand i aktiv tjeneste, sammen med flere hundrede tusinde både i reserven og nationalgarden. Tjeneste i militæret er frivillig, selvom der dog kan være værnepligt gennem Selective Service System i krigstid. Man mener at USA har verdens stærkeste militær, delvist på grund af størrelsen på dets militærbudget; Amerikanske udgifter til forsvaret blev i 2005 vurderet til at være større end de næste 14 største nationale forsvarsbudgetter tilsammen, selvom USA's militærbudget kun er omkring 4% af landets BNI per indbygger. USA's militær opretholder over 700 baser og faciliteter. Det har også baser på alle kontinenter, bortset fra Antarktis.

### Statens finanser
Beskatning i USA opkræves på føderalt, delstatsligt og på lokalt plan. Disse inkluderer skatter på indkomst, lønsumsafgifter (payroll), ejendom, salg, import, arv og giver såvel som adskillige gebyrer. I 2010 beløb skatter indsamlet af føderale, delstats og kommunale skattevæsen sig til 24.8% af BNP. I løbet af finansåret 2012 indsamlede den føderale stat omkring $2.45 billioner i skatteindtægter, en stigning på $147 milliarder eller 6% i forhold til finansåret 2011 på $2.30 milliarder. De største indtægtsposter var bl.a. person indkomstskatter ($1132 mia. eller 47%), Social Security/sociale forsikringsskatter ($845 mia. eller 35%) og selskabsskatter ($242 mia. eller 10%).
USA's beskatning er generelt progressiv, specielt føderale indkomstskatter, og er iblandt de mest progressive i den udviklede verden. De højeste 10% indkomster betaler majoriteten af føderale skatter, og omkring halvdelen af alle skatter. Lønsumsafgifter til Social Security er en flad regressiv skat, med ingen skattepligtig indkomst over $118,500 (for 2015 og 2016) og ingen skat overhovedet på kapitalindkomst fra ting som aktier og kapitalgevinster. Den historiske begrundelse for lønsumsafgifternes regressive natur er disse velfærdsprogrammer ikke blevet set som overførselsindkomster. Men nettoeffekten af Social Security er ifølge CBO progressiv, fordi forholdet mellem overførsel og skat spænder fra 70% for den højeste femtedel indkomster til omkring 170% procent for den laveste femtedel indkomster.
De højeste 10 % betalte i 2009 51,8 % af alle føderale skatter, og den øverste 1 %, med 13,4 % af nationalindkomsten, betalte 22,3 % af føderale skatter. I 2013 skønnede Tax Policy Center de effektive føderale skatteprocent til 35,5% for den øverste 1 %, 27,2 % for den øverste femtedel, 13,8 % for den midterste femtedel, og −2,7 % for den laveste femtedel. Udbredelsen og forekomsten af USA's selskabsskat har været et spørgsmål med stor uenighed i årtier. Skatter på delstats og lokalt niveau varierer meget men er generelt mindre progressive end føderale skatter, fordi de i høj grad er afhængige af regressive skatter på salg og ejendom, hvis udbytte er mere stabilt. Deres bidrag som en indtægtskilde eliminerer ikke den progressive natur af den samlede beskatning.
Den føderale stat brugte i løbet af finansåret 2012 $3.54 billioner på et budget, 60 mia. eller 1, 7% mindre end for finansåret 2011 på $3.60 billioner. De største udgiftsposter for finansåret 2012 inkluderede Medicare & Medicaid ($802 mia. eller 23 % af udgifterne), Social Security ($768 mia. eller 22 %), militær ($670 mia. eller 19 %), resterende ikke militær budget ($615 mia. eller 17 %), andet obligatorisk ($461 mia. eller 13 %) og renter ($223 mia eller 6 %).
USA's samlede føderale gæld var ifølge U.S. Department of Treasury $19,960 billioner i februar 2017.

### Kriminalitet og retshåndhævelse
Retshåndhævelsen i USA udføres først og fremmest af de lokale politi- og sherifafdelinger, imens delstaternes politi (state police) leverer bredere tjenester. Føderale organer som Federal Bureau of Investigation (FBI) og U.S. Marshals Service tager sig af specialiseret politiarbejde, herunder beskyttelse af borgerrettigheder, national sikkerhed og at håndhæve føderale love og føderale domstoles afgørelser. På føderalt plan og i næsten enhver af staterne fungerer det juridiske system efter common law princippet. Delstatslige domstole tager sig af de fleste straffesager, imens føderale domstole håndterer visse udpegede forbrydelser såvel som visse ankede appeller fra delstaternes straffedomstole.
I 2015 var der 15.696 mord, hvilket var 1532 mere (10,8% stigning) end i 2014 og dermed den største stigning siden 1971. Mordraten for 2015 var 4,9 per 100,000 mennesker. En tværgående analyse fra 2003 af WHO's dødelighed database viste, at USA's "mordrate var 6,9 gange højere end for andre højindkomst lande, drevet af en skydevåben mordrate, der var 19,5 gange højere"." Rettigheder til våbenejerskab fortsætter med at være genstand for omstridt politisk debat i USA, særligt i den seneste tid med Sandy Hook-massakren og Charleston-massakren.
Fra 1980 til 2008 udgjorde mænd 77 % af drabsofrene og 90 % af drabsmændene. Sorte begik 52,5 % af alle drab i løbet af denne tidsperiode, en rate der er næsten otte gange så høj som for hvide, herunder også Hispanics, og blev dømt med en rate, der var seks gange så høj som for hvide. De fleste af drabene var indbyrdes i befolkningsgrupperne med 93 % af alle sorte ofre dræbt af sorte og 84% af hvide dræbt af hvide.
Dødsstraf er godkendt til bestemte føderale og militære forbrydelser og bruges i 31 af delstaterne. Ingen henrettelser fandt sted fra 1967 til 1977, hvilket til dels skyldes en domsafgørelse ved USA's højesteret, der slog ned på vilkårlig brug af dødsstraf. I 1976 afgjorde USA's højesteret, at dødsstraf kan blive forfatningsmæssigt pålagt under hensigtsmæssige omstændigheder. Siden afgørelsen har der været mere end 1300 henrettelser, og flertallet af disse fandt sted i tre delstater: Texas, Virginia og Oklahoma. I mellemtiden har adskillige stater enten afskaffet eller slået hårdt ned på anvendelsen af dødsstraf love. Landet havde i 2014 det femtehøjeste antal henrettelser i verden, efter Kina, Iran, Saudi-Arabien og Irak.
USA har verdens højeste dokumenterede fængslingsrate og den største befolkning, der sidder i fængsel. I starten i 2008 var mere end 2,3 millioner amerikanere fængslede, mere end en ud af hver 100 voksne. Antallet af indsatte er firedoblet siden 1980, og delstatslige og lokale udgifter til fængsler er steget tre gange så meget som udgifterne til offentlig uddannelse i perioden. Landets høje fængslingsrate skyldes i høj grad ændringer i retningslinjerne for strafudmåling og politikken på narkotikaområdet. Ifølge Federal Bureau of Prisons er flertallet af indsatte i føderale fængsler for narkotikakriminalitet. Louisiana havde i 2008 den højeste fængslingsrate, mens Maine havde den laveste.

## Økonomi
USA's økonomiske historie er historien om økonomisk vækst. Det begyndte som engelske kolonier med marginalt succesrige økonomier og blev efterhånden til den største økonomi i verden i det 20. århundrede og i begyndelsen af det 21. århundrede.
Landet har en kapitalistisk blandingsøkonomi, der nyder gavn af mange naturresurser i rigelige mængder og en høj produktivitet. Ifølge IMF udgør USA's BNP på $17.528 milliarder 24% af verdens samlede økonomi (BVP), opgjort med markeds valutakurser og over 19% af BVP (Bruttoverdensprodukt) opgjort ved købekraftsparitet (KKP).
USA's nominelle BNP er estimeret til $17.528 milliarder per 2014. USA's realvækstrate fra 1983 til 2008 lå på 3,3%, sammenlignet med et vægtet gennemsnit på 2,3% for resten af G7. Landet ligger med nominelt BNP per indbygger som nummer ni i verden og som nummer seks med købekraftskorrigeret BNP per indbygger. Den amerikanske dollar er verdens primære reservevaluta.
Amerikas Forenede Stater er den største importør af varer og den næststørste eksportør, selvom eksport per indbygger ligger relativt lavt. I 2010 var USA's samlede handelsunderskud på $635 milliarder. Canada, Kina, Mexico, Japan, og Tyskland er dets største handelspartnere. I 2010 var olie den største importvarekategori, mens transportudstyr var den største importvare kategori.
Den private sektor blev i 2009 skønnet til at udgøre 86,4% af økonomien, mens den føderale stat tegnede sig for 4,3% og delstatslig og lokal aktivitet (heriblandt føderale overførsler) for de resterende 9,3%. Selvom landets økonomi har nået en postindustrielt niveau af udvikling, og det tertiære erhverv udgør 67.8% af BNP, forbliver USA industriel stormagt. Den førende forretningssektor målt på forretningsmæssige kvitteringer brutto er engros- og detailhandel; målt på overskud er det fremstillingsvirksomhed. I franchising forretningsmodellen er McDonald's og Subway de to mest anerkendte mærker i verden. Coca-Cola derimod er verdens mest anerkendte producent af sodavand.
Kemiske produkter dominerer fremstillingserhvervet. USA er verdens største producent og den anden største importør af olie. Landet er verdens største producent af elektricitet og atomenergi, såvel som flydende naturgas, svovl, fosfater og salt. National Mining Association udsender data vedrørende kul og mineraler, der omfatter beryllium, kobber, bly, magnesium, zinc, titanium og andre.
Landbrugssektoren tegner sig kun for knap 1% af BNP, og alligevel er USA verdens største producent af majs og sojabønner. Landet er den primære udvikler og producent af gensplejset mad og står for halvdelen af verdens bioteknologiske afgrøder.
Privatforbruget udgjorde i 2015 68% af USA's økonomi. I august 2010 bestod den amerikanske arbejdsstyrke af 154,1 millioner mennesker. Omkring 12% af lønmodtagerne er medlem af en fagforening, sammenlignet med 30% i Vesteuropa. Verdensbanken rangerer USA som nummer et efter, hvor let det er at hyre og fyre arbejdskraft. USA placerer sig samtidig i top tre i Global Competitiveness Report. Landet har en mindre velfærdsstat og omfordeler mindre indkomst gennem statslig indblanding end europæiske lande har tendens til. I 2009 havde USA den tredjehøjeste produktivitet per person i verden, bag Luxembourg and Norge. Landet havde desuden den fjerde højeste timeproduktivitet bag disse to lande og Holland.
USA er den eneste højtudviklede økonomi, der ikke garantere lønmodtagere betalt ferie og et en af de få lande i verden uden betalt barselsorlov som en juridisk rettighed sammen med Papua New Guinea, Suriname og Liberia. Selvom føderal lovgivning på nuværende tidspunkt ikke kræver sygeorlov, er det en almindelig rettighed for offentligt ansatte og fuldtidsansatte på virksomheder.

### Indkomst, fattigdom og formue
Amerikanere har den højeste gennemsnitlige husstandsindkomst og gennemsnitlige løn i OECD og havde i 2007 den næsthøjeste median husstandsindkomst. Ifølge Census Bureau var medianhusstandsindkomsten $53.657 i 2015. På trods af at landet kun udgør 4,4% af verdens befolkning, ejer amerikanerne 41,6% af verdens samlede formue og er hjemland for halvdelen af verdens millionærer. I 2013 placerede USA sig ifølge UNDP som nummer 5 blandt 187 lande på HDI og nummer 28 på IHDI (HDI der tager højde for ulighed).
Der har været en voksende kløft mellem produktivitet og medianindkomsten siden starten af 1970'erne. Imidlertid er kløften mellem samlet kompensation (løn, forsikringer etc.) og produktiviteten ikke ligeså stor på grund af øgede medarbejderfordele såsom sygeforsikring. Den inflationskorrigerede husstandsindkomst er steget næsten hvert eneste år fra 1947 til 1999, hvorefter den er forblevet den samme og sågår er begyndt at falde for nylig. Stigningen i andelen af den samlede årlige indkomst for de øverste 1 procent har været stor. Fra 1976 til 2011 er den mere end fordoblet fra 9% til 20%, og dette har påvirket indkomstuligheden væsentligt og ført til, at USA ligger i toppen af lande med den højeste indkomstulighed i OECD. Omfanget og relevansen af indkomstulighed er et hyppigt debatteret emne.
| Indkomstgruppe   | 1998     | 2013       | Ændring |
| ---------------- | -------- | ---------- | ------- |
| Alle familier    | $102.500 | $81.200    | -20,8%  |
| Laveste 20 %     | $8.300   | $6.100     | -26,5%  |
| Næstlaveste 20 % | $47.400  | $22.400    | -52,7%  |
| Midterste 20 %   | $76.300  | $61.700    | -19,1%  |
| Øverste 10 %     | $646.600 | $1.130.700 | +74,9%  |

Formueindkomst er ligesom indkomst og skatter koncentreret hos de rigeste. De rigeste 10 % af den voksne befolkningen ejer 72 % af husholdningernes samlede formue, imens den nederste halvdel kun ejer 2 %. Den store recession førte mellem juni 2007 og november 2008 til faldende priser på aktiver jorden rundt. Aktiver ejet af amerikanere mistede omkring en fjerdedel af deres værdi. Husholdningsformuerne var, siden de toppede i 2007, faldet med $14 billioner, men de er efterfølgende steget til $14 billioner over 2006 niveauet. Ved slutningen af 2014 beløb husholdningernes gæld sig til $11,8 billioner, og var faldet siden slutningen af 2008, hvor den lå på $13,8 billioner.
Der var i januar 2014 omkring 578.424 hjemløse med og uden tag over hovedet, hvoraf næsten to tredjedele opholdt sig i nødherberger eller "midlertidige boliger". I 2011 levede 16,7 millioner amerikanske børn i familier med risiko for fødevaremangel, omkring 35 % mere end i 2007. Dog oplevede kun 1,1 % af de amerikanske børn (845.000) reduceret fødeindtagelse eller forstyrret spisevaner på et tidspunkt i løbet af året, og de fleste tilfælde var ikke kroniske. Ifølge en rapport fra Census Bureau i 2014 levede en ud af fem amerikanske voksne i fattigdom i dag, en stigning fra 1980 hvor det var en ud af syv.

## Demografi
Den 17. oktober 2006 kl. 7:46 EST udgjorde USA's befolkning skønsmæssigt 300.000.000 voksende med ca. 0,97% om året. Dette antal omfatter personer, der levede i USA uden lovlig opholdstilladelse, skønsmæssigt ca. 12 millioner, men omfatter ikke amerikanske borgere, der boede i udlandet, skønsmæssigt 3 til 7 millioner. Opgjort på denne måde må befolkningstallet blive lidt usikkert oplyser det amerikanske handelsministerium. Ifølge USA's folketælling fra 2000 levede ca. 79% af befolkningen i byområder.
Ca. 15,8% af husholdningerne har en årlig indkomst på mindst $100.000 og de 10 % bedst tjenende husholdninger havde en årlig bruttoindkomst på over $118.200 i 2003. Den rigeste femtedel af husholdningerne havde en indkomst på mere end $86.867 om året og tjente 49,8% af al indkomst i 2003.
Folketællingen i 2000 viste, at landet havde 31 etniske grupper med mindst en million medlemmer og et betydeligt antal grupper med færre medlemmer. Ifølge den føderale regerings definition af racer var de fleste amerikanere (80,4% i 2004) hvide. Disse hvide amerikanere er for det meste europæiske amerikanere – efterkommere af europæiske immigranter – sammen med nogle ikke-europæiske, der tæller som hvide ifølge regeringens opdeling (folk med oprindelse i de oprindelige befolkninger i Mellemøsten og Nordafrika). Ser man bort fra oprindeligt spanske europæiske amerikanere, så udgjorde de ikke-spanske hvide 67,4% af befolkningen. Den ikke-spanske hvide befolkningsgruppe falder forholdsmæssigt, fordi både immigrationen og fødselsraten er højere for de etniske og racemæssige minoriteter. Hvis den nuværende udvikling i immigrationen fortsætter vil antallet af ikke-spanske hvide falde til at udgøre blot halvdelen omkring 2040-2050. De største etniske grupper af europæisk oprindelse er tyskere med 15,2%, fulgt af irere med (10,8%), englændere (8,7%), italienere (5,6%) og skandinaver (3,7%). Mange immigranter stammer såvel fra fransk Canada som fra slaviske lande som Polen og Rusland. De afrikanske amerikanere eller sorte nedstammer for størstedelen fra afrikanere, der ankom som slaver i det 17. til 19. århundrede og udgør ca. 35 millioner eller 12,9% af befolkningen. Med ca. 1,5% af befolkningen udgør oprindelige amerikanere og indfødte i Alaska ca. 4,4 millioner. hvoraf omkring 35% i 2005 levede i reservater.
Den demografiske trend består i immigration af spaniere fra Latinamerika til det sydvestlige USA, en region, der huser ca. 60% af de 35 millioner spaniere i USA. Immigranter fra Mexico udgør ca. 66% af den spanske befolkning, og overgås kun af efterkommere fra Tyskland, hvis man måler på enkeltnationer. Den spanske befolkningsgruppe, som har haft en årlig vækst på 4,46% siden begyndelsen af 1990'erne, forventes at stige betydeligt i de kommende årtier dels på grund af immigration dels på grund af en højere fødselsrate end blandt befolkningen som helhed.
Fra 1. juli 2018 til 1. juli 2019 anslog United States Census Bureau, at indbyggertallet steg i 40 delstater og i USA's hovedstadsdistrikt, District of Columbia, mens der var et fald i 10 delstater: New York (-76.790; -0,4%), Illinois (-51.250; -0,4%), West Virginia (-12.144; -0,7%), Louisiana (-10.896; -0,2%), Connecticut (-6.233; -0,2%), Mississippi (-4.871; -0,2%), Hawaii (-4.721; -0,3%), New Jersey (- 3.835; 0,0%), Alaska (-3.594; -0,5%) og Vermont (-369; -0,1%).
Kriminaliteten i USA er karakteriseret ved et relativt højt niveau af kriminalitet med våben og mord sammenlignet med andre udviklede lande. Niveauet for berigelseskriminalitet og andre typer kriminalitet i USA ligger på niveau med andre udviklede landes.

### Største byer
USA har mange større byer, som spiller store roller, i den amerikanske kultur, arv og økonomi.
| Placering | By                         | Befolkning inden for bygrænsen | Befolkningstæthed pr. km² | Storbyområder | Storbyområder | Region     |
| Placering | By                         | Befolkning inden for bygrænsen | Befolkningstæthed pr. km² | millioner     | placering     | Region     |
| --------- | -------------------------- | ------------------------------ | ------------------------- | ------------- | ------------- | ---------- |
| 1         | New York, New York         | 8.143.197                      | 10.316,0                  | 18,7          | 1             | Nordøst    |
| 2         | Los Angeles, Californien   | 4.097.340                      | 3.165,0                   | 12,9          | 2             | Vest       |
| 3         | Chicago, Illinois          | 2.842.518                      | 4.867,0                   | 9,4           | 3             | Midtvesten |
| 4         | Houston, Texas             | 2.016.582                      | 1.344,0                   | 5,2           | 7             | Syd        |
| 5         | Philadelphia, Pennsylvania | 1.463.281                      | 4.201,8                   | 5,8           | 4             | Nordøst    |
| 6         | Phoenix, Arizona           | 1.461.575                      | 1.188,4                   | 3,7           | 14            | Vest       |
| 7         | San Antonio, Texas         | 1.256.509                      | 1.084,4                   | 1,8           | 29            | Syd        |
| 8         | San Diego, Californien     | 1.255.540                      | 1.456,4                   | 2,9           | 17            | Vest       |
| 9         | Dallas, Texas              | 1.213.825                      | 1.364,0                   | 5,7           | 5             | Syd        |
| 10        | San Jose, Californien      | 912.332                        | 1.976,1                   | 1,7           | 30            | Vest       |

### Oprindelige folk
Loven om Indianernes Borgerrettigheder fra 1924 gav statsborgerskab til de oprindelige amerikanere dels fordi mange så en interesse i, at de indgik i den amerikanske befolkning som helhed og dels på grund af, at mange oprindelige amerikanere havde gjort en heroisk indsats under 1. verdenskrig. 
I henhold til skøn fra 2003 er der 2.786.652 oprindelige amerikanere i USA. Herudover er talrige oprindelige folk fra Latinamerika, især Mexico immigreret til USA gennem årene.

### Sprog
Selvom USA ikke har noget officielt sprog, er engelsk de facto det officielle sprog. I 2003 talte ca. 215 millioner eller 82% af den del af befolkningen, der var fem år eller ældre kun engelsk hjemme. Nutildags er der flere sprog, der bruges i dagligdagen. Det kan være spansktalende, som ikke taler engelsk. Kendskab til engelsk er et krav til immigranter, der søger indfødsret. Nogle amerikanere er fortalere for at gøre engelsk til det officielle sprog, hvilket allerede er et krav i 27 delstater. Tre delstater har givet andre sprog status som officielle sprog ved siden af engelsk. Således: fransk i Louisiana, hawaiiansk i Hawaii og spansk i New Mexico. Foruden engelsk omfatter sprog talt i hjemmet af mindst million amerikanere over fem år spansk eller kreolsk spansk med 29,7 millioner; kinesisk, 2,2 millioner; fransk 1,4 millioner; tagalog 1.3 millioner; vietnamesisk 1,1 millioner; og tysk, 1,1 millioner.

### Religion
USA's regering har ingen officielle registreringer af amerikanernes religiøse status. Der er imidlertid foretaget en privat stikprøvevis undersøgelse, som omtales i Census Bureaus Statistical Abstract of the United States (Folketællingskontorets Statistiske Oversigt over USA), ifølge hvilken 76,7% af voksne amerikanere erklærer sig for kristne; ca. 52% af de voksne beskriver sig selv som medlemmer af forskellige protestantiske trossamfund. Katolikkerne var med 24,5% det største enkelt trossamfund. Blandt andre religioner var de mest populære blandt andet jødedom (1,4%), islam (0,6%), buddhisme (0,5%), hinduisme (0,4%) og unitarisme (0,3%). Cirka 14,2% af deltagerne beskrev sig selv som ikke-religiøse. Fordelingen af de 5,9%, som valgte ikke at besvare undersøgelsen, er ukendt.
Amerikanernes religiøsitet er meget dynamisk. I perioden 1990–2001 blev følgende grupper mindst fordoblet. Her anføres de der voksede mest først, Wiccans, kristne uden fast tilknytning til et trossamfund, deister, sikher, evangeliske kristne, Disciples of Christ, New age-tilhængere, hinduer, Full Gospel tilhængere, kvækerne, bahais, uafhængige kristne, gruppen af de, der ikke besvarede spørgsmålet, Buddhister og Foursquare Gospel-tilhængere.
Religion har traditionelt spillet en stor rolle i det amerikanske samfund. Mange af de første immigranter kom til Amerika af religiøse grunde. Religion har stor indflydelse på amerikansk politik og kultur. Givetvis større end i andre vestlige lande.

### Uddannelse
Uddannelse i USA varetages af delstaterne og lokalsamfundene, og ikke af den føderale regering. Dog har det føderale undervisningsministerium alligevel en vis indflydelse via sine muligheder for at påvirke finansieringen af undervisningen. Eleverne gennemgår oftest et tolvårs undervisningsforløb, som normalt slutter ved 18-års alderen, men nogle delstater tillader, at eleverne stopper i en alder af 16 eller 17 år. Man deler normalt skoleforløbet op i en "elementary school" – 1. til 5. klasse – "middle school" – 6. til 8. klasse – og "high school" – 9. til 12. klasse. Foruden at benytte det offentlige skolevæsen tillades forældrene at benytte skoler knyttet til et trosamfund, at benytte private skoler eller at undervise børnene derhjemme. Lidt over to procent af de amerikanske børn bliver undervist derhjemme. Efter "high school" kan man fortsætte på universiteterne, som kan være enten offentlige eller private. De offentlige universiteter finansieres både af den føderale regering og af delstatsregeringen såvel som andre kilder, men de fleste studenter må afdrage på studiegæld efter eksamen. Betalingen for at modtage undervisning på private universiteter er generelt meget højere end for de offentlige. Omkring 80 % af de amerikanske collegestuderende studerer på offentlige universiteter.
Der er stor konkurrence blandt de højere uddannelsesinstitutioner i USA, såvel blandt de private som de offentlige. De amerikanske universiteter og colleges hører til blandt verdens absolut bedste. USA har 168 universiteter blandt verdens top 500, hvoraf 17 er i top 20. Der findes også et bredt udvalg af mindre universiteter, HF-lignende skoler og lokale skoler af varierende kvalitet med fri eller næsten fri adgang.
USA rangerer som nummer 24 ud af 29 undersøgte lande med hensyn til læsefærdigheder, videnskabsforståelse og matematiske færdigheder for dets "high school"-elever sammenlignet med andre udviklede landes. USA ligger højt med hensyn til analfabeter sammenlignet med andre udviklede lande, idet de udgør 2 – 14 % af befolkningen over 15 år. Med hensyn til opnåede uddannelser har 27,2% af befolkningen over 25 mindst en bachelorgrad og 84,6% har bestået "high school".

### Sundhed
USA's sundhedsvæsen blev i 1997 vurderet som verdens 15. bedste af Verdenssundhedsorganisationen WHO. USA bruger langt flere penge (sammenlagte private og offentlige udgifter) på sundhedsvæsnet end noget andet land i verden. Disse udgifter har dog ikke været ensbetydende med høje placeringer i mange offentlige sundhedsundersøgelser. Information fra CIA World Factbook viser, at USA havde en højere spædbarnsdødelighed og en lidt mindre gennemsnitlig levealder end andre postindustrielle vestlige nationer som Sverige, Tyskland eller Frankrig. En læges gennemsnitlige løn er højere i USA end i noget andet land i verden. Overvægt er også et stort sundhedsproblem i USA – det vurderes af koste landet flere milliarder dollars hvert år.
I modsætning til mange vestlige lande, er USA's sundhedsvæsen ikke fuldt statsfinansieret, men er en blanding af offentlig og privat finansiering. I 2004 betalte private forsikringer for 36,1% af personlige sundhedsudgifter, private betalte selv 15,1%, andre private midler stod for 4,4% af betalingerne, mens føderale, statslige og lokale instanser betalte 44,4%. I 2005 var der 41,2 millioner mennesker i USA (14,2 procent af befolkningen) som ikke havde nogen sygesikring for mindst halvdelen af året. Dog boede omtrent en tredjedel af disse personer uden forsikring i husholdninger med en indkomst på over 50.000$, hvor halvdelen af disse havde en indkomst på over 75.000$. En tredjedel er også mennesker som berettigede til forsikringsprogrammer, men har valgt ikke at skrive sig op til dem.
Sygesikring i USA er traditionelt set en gode ved nogle former for arbejde. Dog er sundhedsfaciliteter i nødsituationer forpligtede til at hjælpe, uanset om patienten kan betale eller ej. Regninger på behandlinger er den almindeligste årsag til personlig konkurs i USA. Nationen bruger en stor mængde penge på medicinsk forskning, det meste privat finansieret. Pr. 2000 finansierede private non-profit organisationer (som Howard Hughes Medical Institute) 7%, privat industri finansierede 57%, og det statsstøttede National Institutes of Health finansierede 36% af den medicinske forskning i USA. De store investeringer har gjort USA til ledende i verden indenfor medicinsk innovation. USA dominerer det biofarmaceutiske marked, og står for 75% af verdens omsætning indenfor bioteknologi i 2010.

### Familiestruktur
I 2007 var 58% af voksne amerikanere gift, 6% enker, 10% skilt, og 25% havde aldrig været gift. Kvinder arbejder nu mest udenfor hjemmet og modtager majoriteten af bachelorerne.
USA's teenager-graviditetsrate er 26.5 per 1000 kvinder, og raten er faldet med 57% siden 1991. I 2015 var den højeste teenage-fødselsrate i Alabama og den laveste i Wyoming. Abort er legalt i hele USA, grundet Roe v. Wade 1973, en skelsættende domstolsafgørelse ved USA's højesteret. Mens abortraten er faldende, forbliver abort rationen på 241 per 1000 levende fødsler og abortraten på 15 per 1000 kvinder i alderen 15-44 år højere end for de fleste vestlige lande. I 2013 var den gennemsnitlige alder ved første fødsel 26 år, og de ugifte kvinders fødsler udgjorde 40,6% af alle fødslerne.
Fertilitetsraten var i 2013 estimeret til 1,86 fødsler per kvinde. Adoption i USA er almindeligt og relativt nemt fra et juridisk synspunkt i forhold til andre vestlige lande. I 2001 tegnede USA med sine over 127.000 adoptioner for næsten halvdelen af det totale antal af adoptioner på verdensplan. Homovielser er legale i hele USA, og det er tilladt for par af samme køn at adoptere. Polygami er illegalt i hele USA.

## Infrastruktur

### Transport
Menneskelig transport er domineret af biler, der operer på et netværk af 6.4 millioner km offentlige veje, heraf et af verdens længste motorvejsnet på 91700 km. Med verdens andet største marked for biler har USA den højeste køretøj ejerskabsrate på 765 per 1000 amerikanere.  Omkring 40% af personkøretøjerne er vans, SUV'er, eller lette lastbiler. Den gennemsnitlige amerikanske voksen bruger hver dag 55 minutter med at køre og rejser 47 kilometer.
Massetransport udgør 9% af alle arbejdsmæssige ture. Godstransport på skinner er omfattende, selvom et relativt lille antal passagerer (omkring 31 millioner årligt) benytter intercitytog til transport, til dels pga. den lave befolkningstæthed i meste af USA. Men Amtraks, det nationale jernbanenet, passagertal steg med næsten 37% fra 2000 til 2010. Desuden har investeringer i letbaner været stigende i de seneste år. Brugen af cykler til arbejdsmæssig pendling er minimal.
Den civile luftfartsbranche er udelukkende ejet af private og har gennemgået omfattende dereguleringer siden 1978, imens de fleste større lufthavne er offentligt ejede. De tre største flyselskaber i verden målt på antal passagerer er amerikanske. American Airlines Group er nummer et og blev i 2013 skabt efter en fusion mellem AMR Corporation og US Airways Group. 16 af verdens 50 travleste passagerlufthavne ligger i USA, heriblandt den travleste Hartsfield–Jackson Atlanta International Airport, og den fjerde travleste O'Hare International Airport i Chicago.

### Energi
USA's energiforbrug ligger årligt på omkring 29.000 terawatttimer. Energiforbrug per indbygger er på 7.8 ton (7076 kg) af olieækvivalenter årligt, verdens 10. højeste rate. I 2005 kom 40% af denne energi fra råolie, 23% fra kul og 22% fra naturgas. Den restende del kom fra atomkraft og vedvarende energikilder. USA er verdens største forbruger af råolie.
Atomkraft har i årtier spillet en begrænset rolle i forhold til andre udviklede lande, delvist pga. ændringen i offentlighedens opfattelse i kølvandet af ulykken på Three Mile Island. I 2007 blev adskillige ansøgninger om nye atomkraftværker sendt afsted. USA har 27% af verdens kulreserver, og er verdens største producent af naturgas og råolie.

### Vandforsyning og vandbehandling
Problemer vedrørende vandforsyningen i USA er tørker i den vestlige del, vandknaphed, forurening, manglende investeringer, bekymringer om at vandprisen er til at betale for de fattige og en arbejdsstyrke, der hurtigt går på pension. Global opvarmning vil medføre forøget variation i nedbør og nedbørsintensitet, hvilket muligvis vil føre til mere voldsomme tørker og oversvømmelser med mulige alvorlige konsekvenser for vandforsyningen og forurening fra overfyldte kloaker.

## Kultur
USA er hjemsted for mange kulturer og en stor variation af etniske grupper, traditioner og værdier. Udover befolkningsgrupperne indfødte amerikanere i USA, indfødte hawaiianere, and indfødte i Alaska, nedstammer næsten alle andre fra deres forfædre, der emigrede og bosatte sig i landet i de sidste fem århundreder.  Overordnet set er den amerikanske kultur kraftigt påvirket af flere europæiske, specielt de tyske, britiske og irske kulturer og senere af italiensk, græsk og ashkenazisk kultur. Andre vigtige befolkningsgrupper er efterkommere af de vestafrikanske slaver, der bevarede nogle kulturelle traditioner fra Vestafrika i det tidlige USA. Mere nylig indvandring fra Asien og Latinamerika er tilføjet til en kulturel blanding, der er blevet beskrevet metaforisk som både en homogeniserende smeltedigel og en heterogen salatskål, hvori indvandrere og deres efterkommere beholder særprægede kulturelle træk. Geografiske navne afspejler tydeligt, hvordan USA's historie er sammensat af britisk, hollandske, franske, spanske og indianske dele.
Kernen i amerikansk kultur blev grundlagt af de protestantiske britiske kolonister og formet af grænselandets afvikling med de konstante territoriale ekspansioner mod vest, hvor de deraf afledte kulturelle træk gik i arv til efterkommere og blev overført til immigranter gennem assimilation. Amerikanere har traditionelt været præget af en stærk arbejdsmoral, konkurrence og individualisme, såvel som en forenende tro på et "amerikansk bekendelsesskrift", der fremhæver og understreger frihed, lighed, privat ejendomsret, demokrati, retssamfund og en præference for en begrænset stat. Amerikanere er ekstremt velgørende i forhold til globale standarder. Amerikanere gav ifølge et britisk studie 1,67% af BNP til velgørenhed, mere end nogen anden studeret nation, og mere end dobbelt så meget som den britiske andenplads på 0,73% og omkring tolv gange franskmændenes 0,14%.
Den amerikanske drøm eller opfattelse, at amerikanere nyder gavn af en høj social mobilitet, spiller en afgørende rolle i at tiltrække immigranter. Hvorvidt denne opfattelse er realistisk har været en meget debatteret emne. Imens mainstream kultur holder fast ved at USA er et klasseløst samfund, har lærde identificeret signifikante forskelle mellem landets sociale klasser, hvilket påvirker socialisering, sprog samt holdning- og værdisæt. Amerikaneres selvbilleder, sociale synsvinkler og kulturelle forventninger er usædvanlig tæt forbundet med deres placering i samfundet. Mens amerikanere har tendens til at sætte stor pris på socioøkonomiske præstationer, ses det at være almindelig eller gennemsnitlig (Average Joe) som en positiv egenskab.
Amerikansk kultur er således en blanding af forskellige kulturer fra hele verdens. I dag eksporteres alskens amerikansk kultur – mad, musik, film, tv, sport, sprog osv. – tilbage til hele verden og har en enorm påvirkning på kulturen overalt.

### Madlavning
Almindelig amerikansk mad ligner meget andre vestlige landes. Hvede er den primære kornsort med omkring tre fjerdedele af kornprodukter lavet af hvedemel, og mange retter bruger indfødte amerikanske ingredienser, såsom kalkun, råvildt, kartofler, søde kartofler, majs, squash, og ahornsirup, der blev spist af oprindelige amerikanere og de tidlige europæiske nybyggere. Disse hjemhørende fødevarer er en del af en fælles menu på en af USA's mest populære helligdage Thanksgiving, hvor nogle amerikanere laver traditionel mad for at fejre begivenheden.
Karakteristiske retter som æblepie, dybstegt kylling, pizza, hamburgers, og hot dogs stammer fra adskillige immigranters opskrifter. Pommes frites, mexicanske retter som burritos og tacos samt pastaretter frit tilpasset fra italienske opskrifter spises af alle i stor stil. Soul food, som oprindeligt blev spist af de afrikanske slaver, er også en populær spise i USA. Amerikanere drikker tre gange så meget kaffe som te. Den amerikanske fødevarebranches markedsføring er i høj grad ansvarlig for at have gjort appelsinjuice og mælk til allestedsværende morgenmadsdrikkevarer.
Amerikanernes spisevaner minder enormt meget om de britiske kulinariske rødder, dog med nogle variationer. Selvom amerikanerne kunne dyrke nyere grøntsager på deres land, som briterne ikke kunne, ville de fleste kolonister ikke spise disse nye fødevarer, før europæerne accepterede dem. Over tid har amerikansk mad ændrer sig til et punkt, hvor madanmelder John L. Hess i 1972 sagde: "Vores grundlæggere var så langt overlegne i forhold til nuværende politiske ledere i kvalitet af deres mad såvel som kvaliteten af deres prosa og intelligens."
Den amerikanske fast food-industri er verdens største, og de kom med det banebrydende drive-through koncept i 1940'erne. Fastfood-forbrug har udløst sundhedsmæssige betænkeligheder, og i løbet af 1980'erne og 1990'erne steg amerikaneres kalorieindtag med 24 %. Hyppig spisning på fastfoodrestauranter er forbundet med, hvad offentlige repræsentanter for sundhed kalder den amerikanske "fedmeepidemi". Meget sødede sodavand og læskedrikke er meget populære, og sødede drikke udgør ni procent af amerikanernes kalorieindtag.